# هيلين جي
هيلين جي (بالإنجليزية: Helen Gee)‏ هي محرِّرة ومؤلفة وعالمة بيئة أسترالية، ولدت في 1950 في لاونسستون في أستراليا، وتوفيت في 2012.